# هرمان أمبروسيوس يان بانديرز

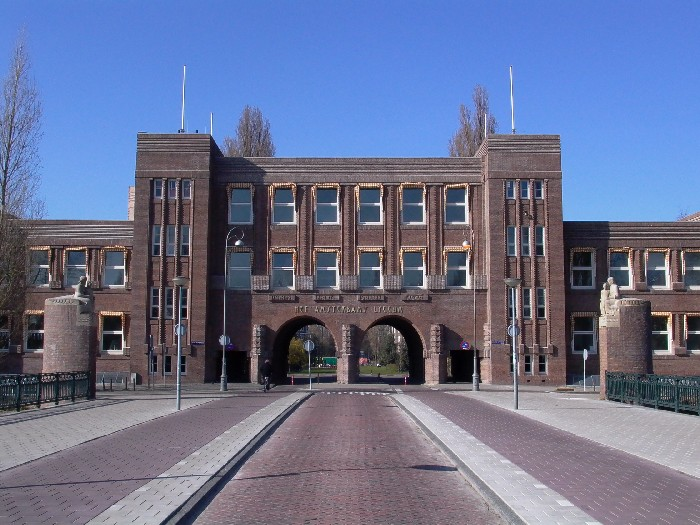
ليسيوم أمستردام (1917-1920)

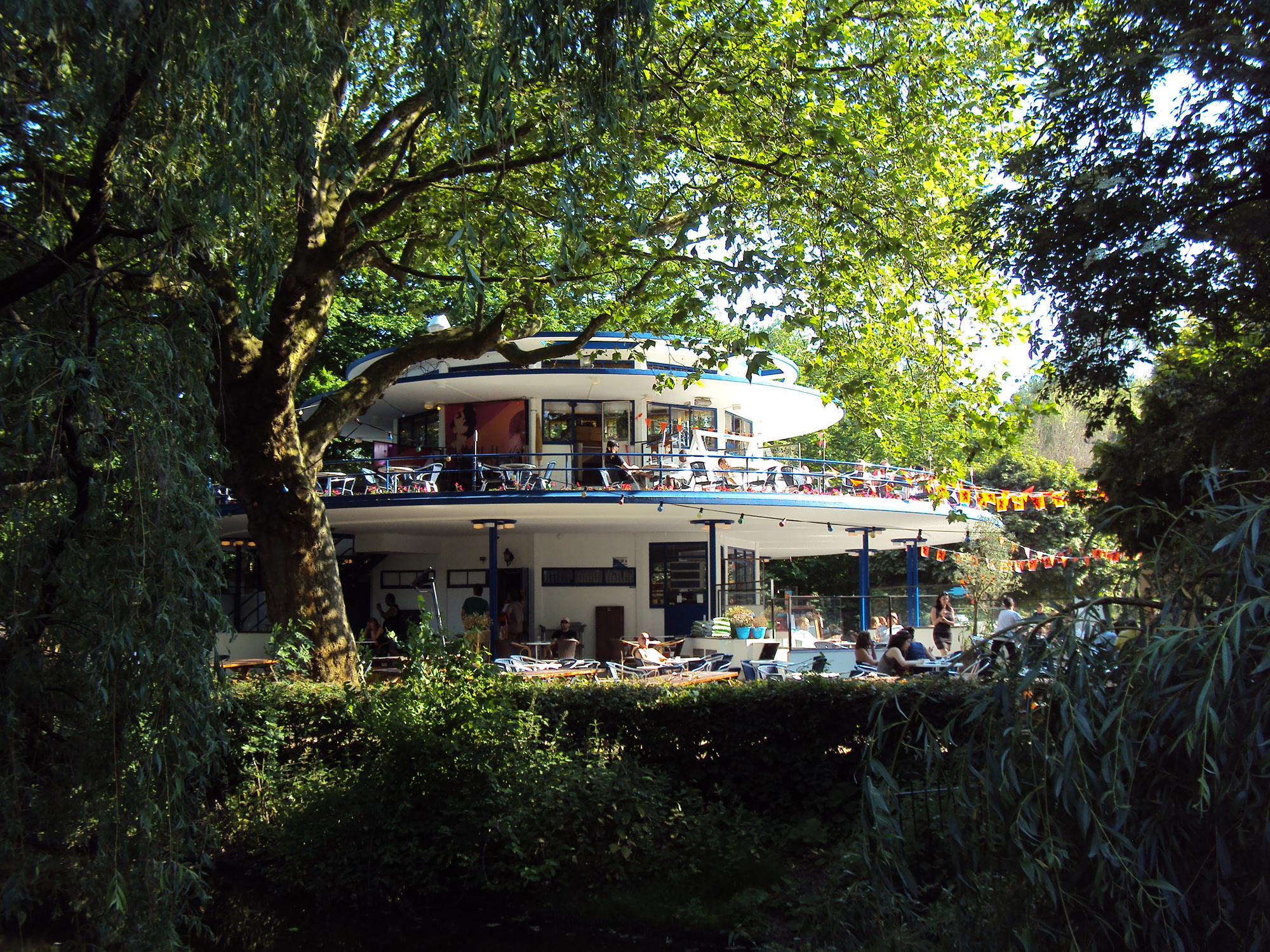
بيت الشاي الأزرق (1937)

هرمان أمبروسيوس يان بانديرز (أمستردام، 13 فبراير 1876 – أمستردام، 27 مايو 1953)، ويعرف أيضاً بالأحرف الأولى H. A.J. Baanders، كان مهندساً معمارياً، ومصمم ورجل أعمال هولندياً، الذي كان نشطاً في أسلوب مدرسة أمستردام للهندسة المعمارية. وقد صمم ليسيوم أمستردام من بين آخرين.